# Bloom 06
Pour les articles homonymes, voir Bloom.
Bloom 06 est un projet musical italien fondé par Jeffrey Randonne et Maurizio Lobina d'Eiffel 65.

## Parcours
En 2006, après avoir consacré 7 années au groupe Eiffel 65, Jeffrey Jey et Maury se lancent sur un nouveau projet intitulé Bloom 06. Le 13 octobre 2006 sort l'album intitulé Crash Test 01 dans lequel 8 titres sont proposés. Bien conscients du nombre insuffisant de titres sur l'album, une suite sortira à la fin de l'année 2007.
Toujours en 2007, Jeffrey et Maury collaborent avec Vasco Rossi et Zucherro pour deux remix.
2008 Maury et Jeffrey , sortent Crash Test 02 pour compléter le précédent et comporte 10 titres, ce qui, en additionnant avec les chansons de Crash Test 01, en fait un total de 18. Via leur site internet, les premières dates de concert sont annoncées. Leur premier single un altra come te  sort dans la foulée. Pour ce clip, ils ont fait venir la très célèbre Pontiac Kitt de la série K 2000 : choix payant puisque le clip sera nommé en tant que meilleur clip de l'année. L'album quant à lui se classe 4e du Swiss Dj Charts et 3e des charts Dj italien). Un EP intitulé Club test 01 voit également le jour.
Le premier concert de l'année 2008 eu lieu à Milan, le groupe joua les titres de Crash Test 01-02 mais également quelques tubes d'Eiffel 65. Ils enchaînent tout au long de cet été 2008 des shows télévisés et des festivals comme FestivalShow. Ils seront également nommés à Eurodance. Lors d'un festival, ils croisent une célèbre chanteuse italienne prénommée Alexia ; ensemble, ils décident d'enregistrer une chanson qui porte le titre de We is the power qu'ils présenteront au Festivalbar. Ayant déjà travaillé sur un remix avec Eiffel 65, il s'agit de la deuxième collaboration entre Jeffrey, Maury et Alexia. Ils se voient contacté par Flo Rida (un rappeur américain) qui souhaiterait les rencontrer pour une reprise de Blue (Da Ba Dee) dans son style musical (reprise finalement appelée Sugar) ; Jey, Maury et Massimo Gabutti acceptent et se disent honorés en tant qu'Italiens que dix ans plus tard, les Américains se souviennent encore de Blue.
L'été 2009 fut très actif pour le groupe qui sortit un nouvel EP Club Test 02, comprenant un remix de Move Your Body, Welcome to the zoo et 2 inédits dont Beats&Sweat (4e hits dance en Suisse, Allemagne, Autriche et Suède) qui deviendra par la suite le nouveau single de Bloom 06. Un Maxi CD nommé Blue 2009 (13e hits dance en Suisse, Allemagne, Autriche et Suède) sera également commercialisé pour fêter les dix ans d'Eiffel 65. Une artiste dance prénommée Pandora les contacta pour faire produire son single à la manière "Eiffel" ; le titre du morceau se nomme Kitchy Kitchy. Durant tout l'été 2009, ils ont également parcouru de nombreux festivals dont celui de Stockholm.
Le projet Bloom 06 prit fin en 2010 à la suite du retour Eiffel 65.

## Discographie

### Albums
- Crash Test 01 (2006)
- Crash Test 02 (2008)

### Singles
- In The City (Bloom 06 song)|In The City (2006)
- Per Sempre (Bloom 06 song)|Per Sempre (2007)
- Un'altra Come Te (2008)
- Being Not Like You (2009)
- Beats & Sweat (2009)

### EP
- Club Test 01 (2008)
- Club Test 02 (2009)

### Remixes
- Vasco Rossi - Basta Poco (2007)
- Zucherro - Un Kilo (2007)
- Il Genio - Pop Porno (2009)
- Pandora - Kitchy Kitchy (2009)

### Collaborations
- Alexia - We Is The Power (2009)